# Plagiometriona clavata
Plagiometriona clavata är en skalbaggsart som först beskrevs av Fabricius 1798.  Plagiometriona clavata ingår i släktet Plagiometriona och familjen bladbaggar.

## Underarter
Arten delas in i följande underarter:
- P. c. clavata
- P. c. testudinaria